# Марлборо (Массачусетс)
Марлборо (англ. Marlborough) — город в округе Мидлсекс в Массачусетсе в Соединённых Штатах Америки. В ряде русскоязычных энциклопедий встречаются названия Марльборо и Мальборо.
Согласно переписи 2020 года население города составляло 41 793 человека.

## История
История города началась с того момента, как европейский колонист Джон Хау (англ. John Howe), занимавшийся торговлей мехом, для удобства и оперативности ведения бизнеса, построил здесь, на пересечении двух индейских троп, свой дом.

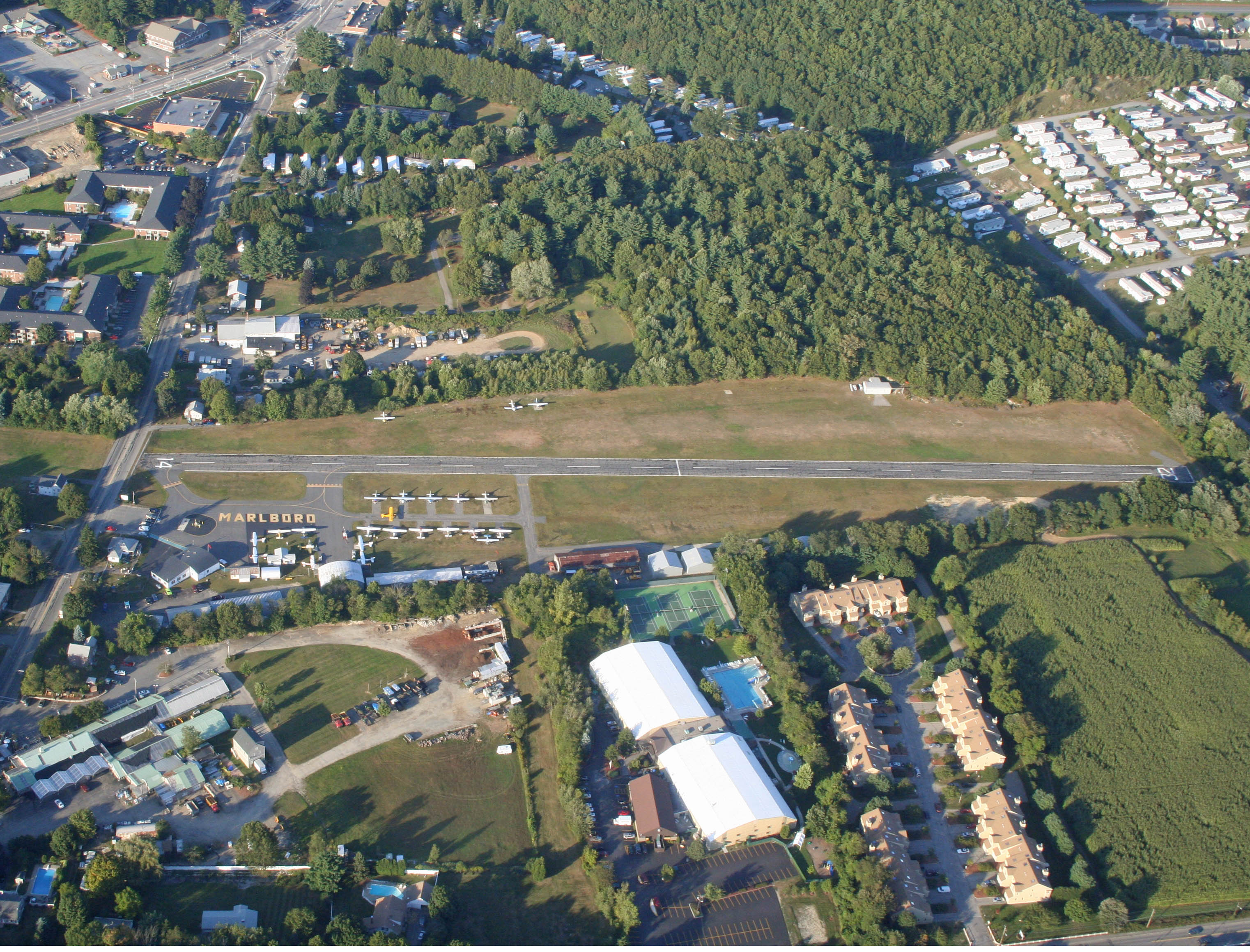
Аэропорт Марлборо

Мальборо был объявлен городом в 1660 году и получил статус города в 1890 году, когда он изменил свой муниципальный устав с системы городских собраний Новой Англии на систему правления мэра и совета.
Мальборо стал процветающим промышленным городом в XIX веке и перешёл к высокотехнологичной промышленности в конце XX века после прохождения здесь Массачусетской магистрали. В ноябре 2016 года администрация губернатора Массачусетса Чарли Бейкера объявила о выделении городу гранта в размере 3 миллионов долларов на финансирование улучшения инфраструктуры вдоль трассы 20 США с целью содействия коммерческому развитию.

## Исторические фото города

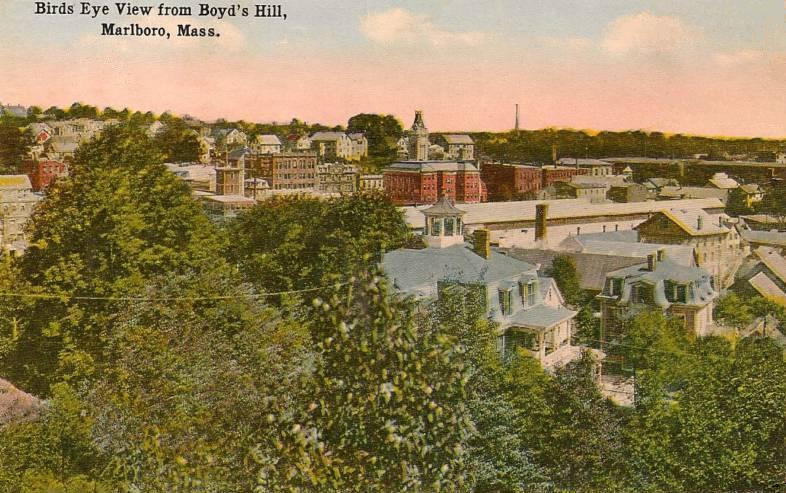
Bird's-eye view ок. 1912
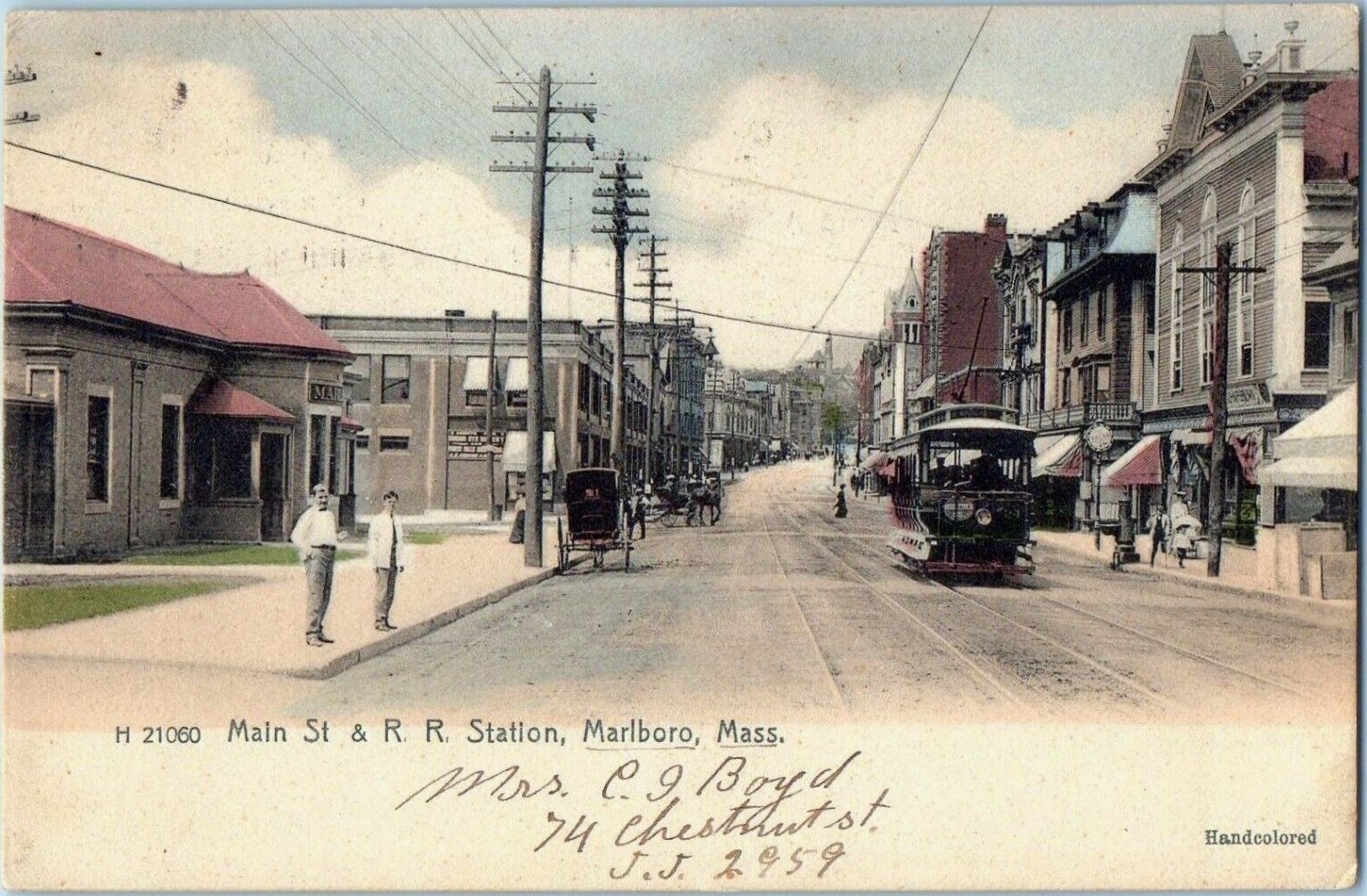
Main Street in 1906
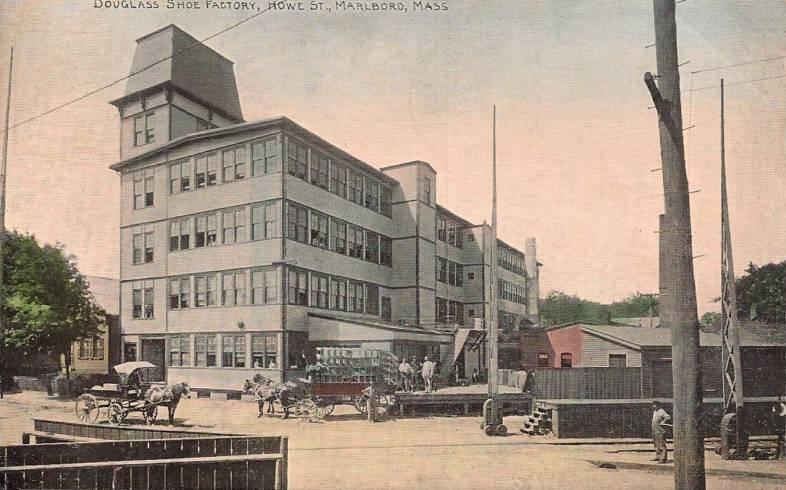
Shoe factory ок. 1910
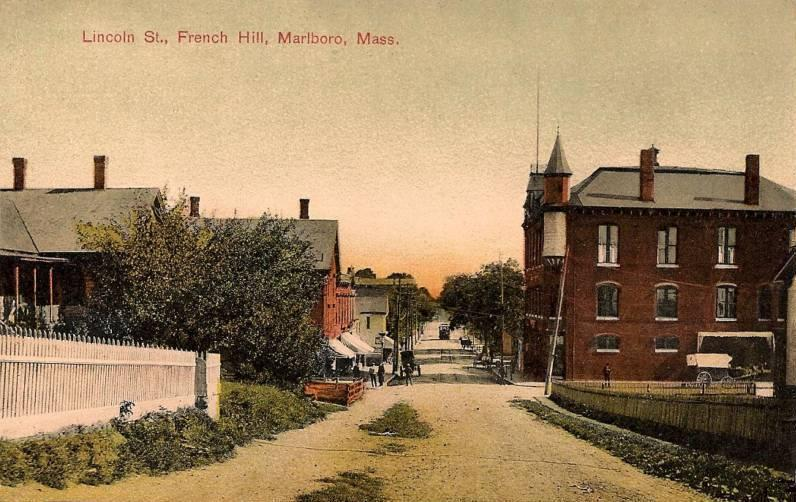
Lincoln Street ок. 1908